# Карабінович Андрій Михайлович

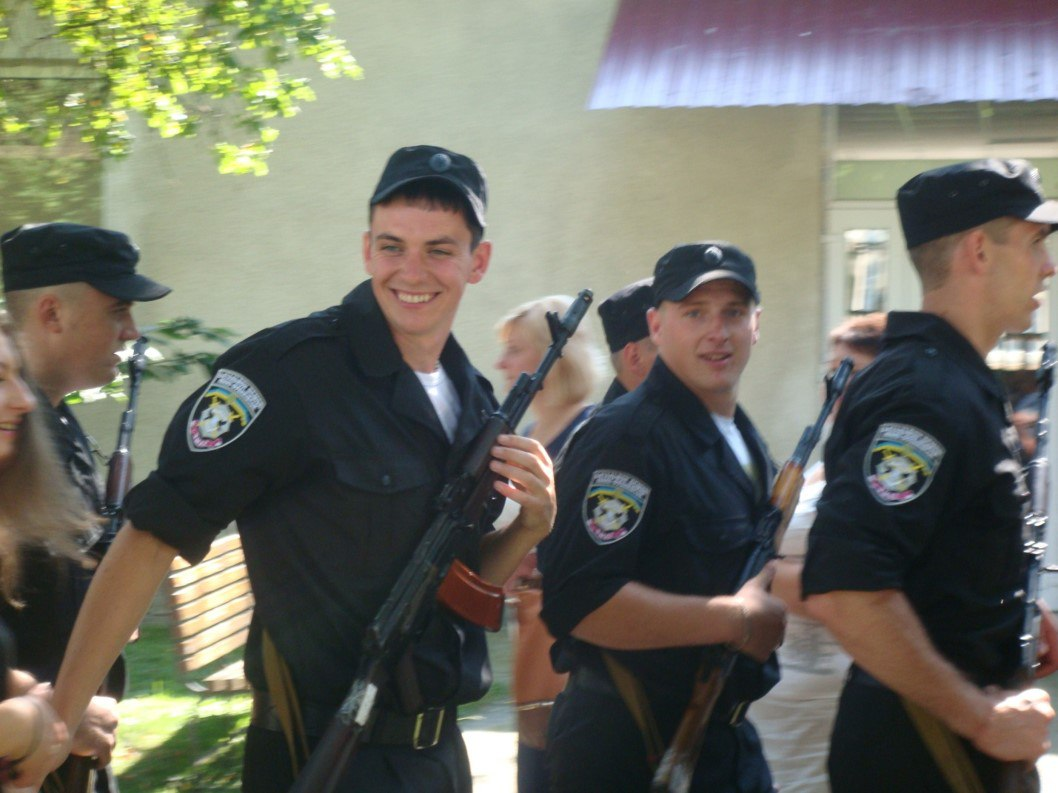

Андрі́й Миха́йлович Карабіно́вич (6 грудня 1990 — 29 серпня 2014) — молодший сержант батальйону патрульної служби міліції особливого призначення «Івано-Франківськ», учасник російсько-української війни.

## Життєпис
Народився 1990 року в селі Дзвиняч Богородчанського району Івано-Франківської області. Закінчив середню школу, поступив у Львівський національний аграрний університет, на землевпорядний факультет. Щоб мати можливість навчатися, їздив із батьком на заробітки.
Дізнався з інтернету, що в Івано-Франківську набирають добровольців у міліцейський батальйон, вирішив разом із другом Ігорем Перегінцем піти туди на службу. Пройшов підготовку на полігоні навчально-тренувального центру «Лисець» і 18 серпня 2014-го вирушив у зону боїв.
Їх загін потрапив в оточення під Іловайськом. Вийти з цього жахливого «котла» судилося не всім. У нерівному бою загинув Андрій Карабінович, а його однофамілець Володимир зазнав численних осколкових поранень. Указом Президента України за особисту мужність і героїзм, виявлені у захисті державного суверенітету та територіальної цілісності України, молодшого сержанта міліції Андрія Карабіновича нагороджено орденом «За мужність» III ступеня (посмертно), а молодшого сержанта міліції Володимира Карабіновича — медаллю «Захиснику Вітчизни»[джерело?].
Нещодавно у Дзвинячі організували футбольний турнір пам'яті Андрія Карабіновича. У ньому брали участь команди сіл Дзвиняч, Глибоке, Монастирчани, звідки родом мати загиблого героя, і місцевих автоперевізників. У фіналі футболісти Дзвиняча перемогли автомобілістів. «Що мене до сліз зворушило: після закінчення турніру всі футболісти поїхали до матері Андрія Карабіновича, передали їй призовий фонд турніру й кубок, потім вшанували пам'ять героя біля його могили», — сказав Микола Волочій.[неавторитетне джерело]
Загинув 29 серпня 2014 року під час виходу з оточення поблизу Іловайська.
Без Андрія лишились батько Михайло Карабінович, мама Наталія Михайлівна, дівчина.
Похований в Дзвинячі.

## Нагороди і вшанування

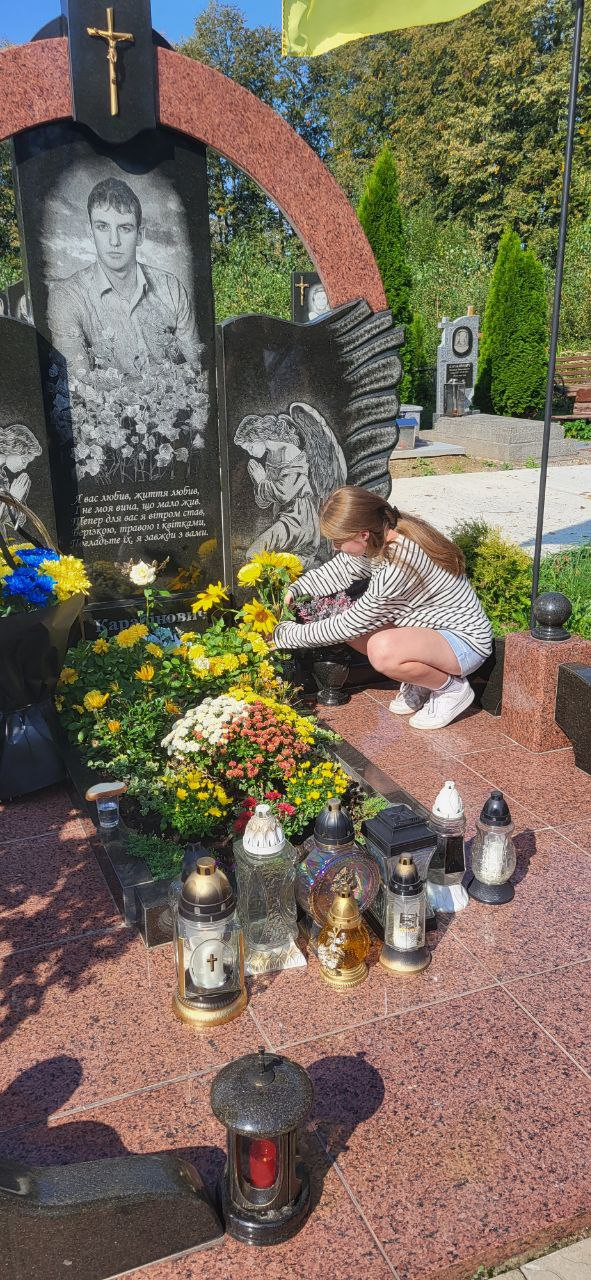

- 29 вересня 2014 року — за особисту мужність і героїзм, виявлені у захисті державного суверенітету та територіальної цілісності України, вірність військовій присязі під час російсько-української війни, відзначений — нагороджений орденом «За мужність» III ступеня (посмертно).
- у Дзвинячі 2014 року проведено міні-турнір з футболу пам'яті Андрія Карабіновича, кубок команда-переможець вручила мамі Андрія.
- Його портрет розміщений на меморіалі «Стіна пам'яті полеглих за Україну» у Києві: секція 4, ряд 1, місце 8
- Вшановується 29 серпня на щоденному ранковому церемоніалі вшанування українських захисників, які загинули цього дня у різні роки внаслідок російської збройної агресії[4]
- Іловайський Хрест (посмертно)

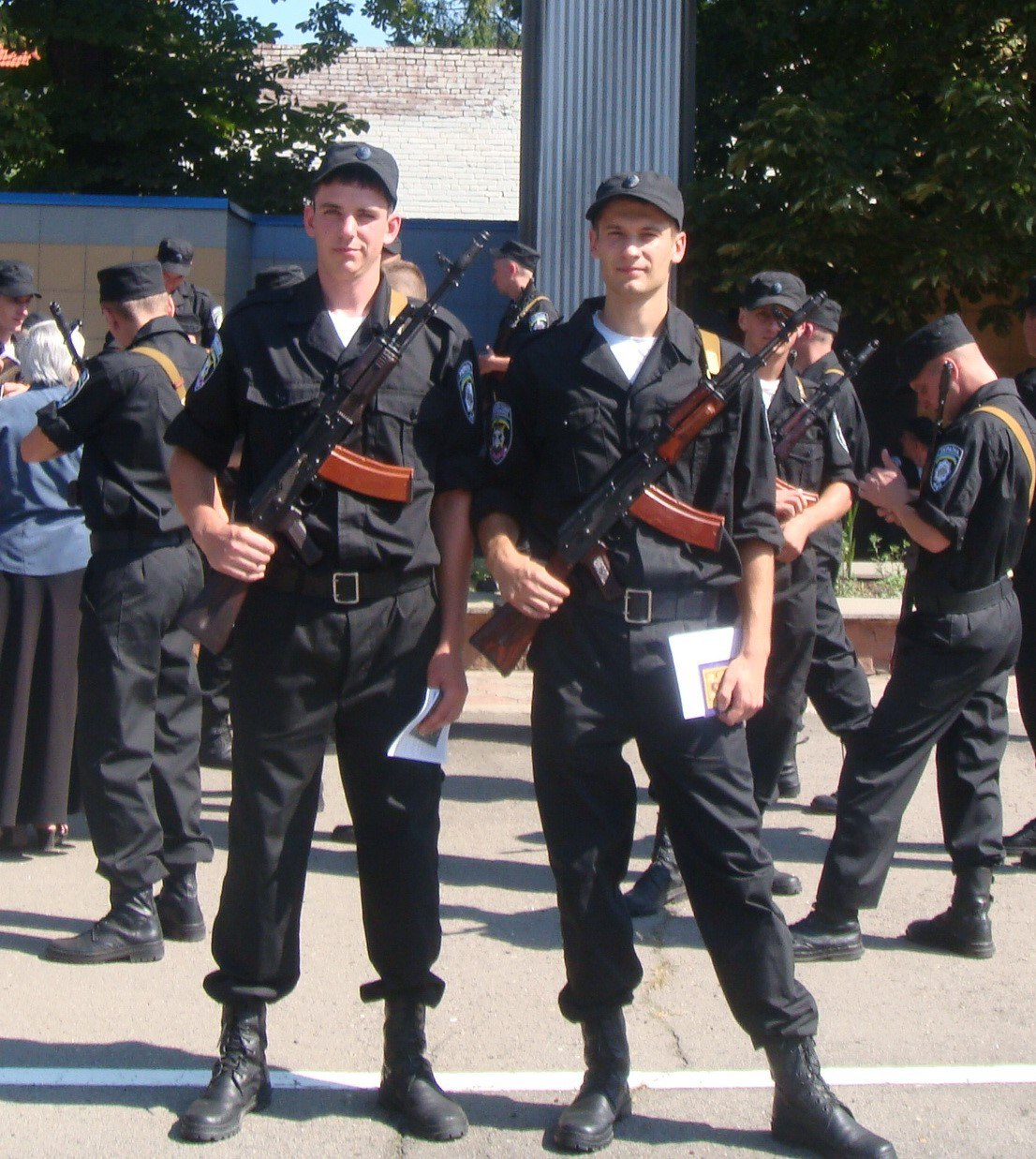

- у вересні 2015 року в Дзвиняцькій ЗОШ відкрито і освячено меморіальну дошку його честі[5]